# Sylwester Szefer
Sylwester Szefer (ur. 1 września 1957 w Katowicach) – polski dziennikarz, redaktor, autor książek.

## Życiorys
Urodził się w Katowicach, blisko kopalni Wujek. Matka Janina z domu Kubiak pochodzi z Wielkopolski, ojciec Alojzy (zmarły w 2003 r.) pochodził z Kresów (Brzeżany, dawne województwo tarnopolskie). W 1976 r. zdał maturę w Liceum Ogólnokształcącym nr VI im. Jana Długosza w Katowicach.
Studiował na Wydziale Leśnym Akademii Rolniczej w Krakowie (1976–1982), na Wydziale Filozoficznym PAT w Krakowie (1982–1986) i na Wydziale Teologicznym tejże uczelni (1984–1990). Uzyskał dyplomy: mgr inż. leśnictwa i mgr teologii.
W latach studenckich był zaangażowany w krakowskich duszpasterstwach akademickich, szczególnie w D.A. św. Anny i w Beczce Ojców Dominikanów. Organizował spotkania poświęcone niezależnej myśli politycznej i historii Polski w podziemiach kamienicy przy kościele św. Anny w Krakowie (1978–1980). Uczestniczył w Ruchu Młodej Polski (1979–1981) i był jednym z jego krakowskich rzeczników, członkiem NZS, uczestnikiem strajków studenckich na terenie AR i UJ (1980–1981).
W grudniu 1980 r. wraz z grupą studentów z duszpasterstw akademickich wydał pierwszy numer Pisma Młodych Katolików „WYZWOLENIE” (ukazywało się do grudnia 1981). W stanie wojennym redagował podziemne czasopismo „ODMOWA” poświęcone walce bez przemocy. W 1984 r. współzałożyciel, a później redaktor naczelny miesięcznika „LIST” (do 1996). W latach 1997–2005 r. redaktor naczelny magazynu „JEZUS ŻYJE!” (polska edycja francuskiego „IL EST VIVANT”). W latach 2006–2007 współpracownik Redakcji Form Dokumentalnych TVP. W latach 2007–2011 redaktor TVP Historia (m.in. red. prowadzący cyklu programów: „U źródeł cywilizacji”). Autor cykli dokumentalnych TVP Historia „Kryptonim Muzeum - szlak Armii Krajowej” (2017), „Marzyciele” (2018–2022), "Poczet wielkich hetmanów" (2023). Laureat I nagrody w kategorii „Najlepszy program publicystyczny” 25. Przeglądu i Konkursu Dziennikarskiego Oddziałów Terenowych TVP – PiK25 Gdynia 2018, za program „Mały i duży Wojtek”.
Od 1987 r. żonaty z Elżbietą z d. Papież. Żona jest z wykształcenia ekonomistą i matematykiem pedagogiem. Mają troje dzieci. Mieszkają w Mogilanach. Od 1994 r. są zaangażowani w katolickiej międzynarodowej Wspólnocie Emmanuel. W latach 2010–2019 przewodniczący Stowarzyszenia Mieszkańców Gminy Mogilany. Członek Stowarzyszenia Dziennikarzy Polskich.

## Odznaczenia
- Odznaczenie pamiątkowe za zasługi dla Światowego Związku Żołnierzy Armii Krajowej (2019)[2]

- Odznaka Funduszu Pomocy Żołnierzom Armii Krajowej im. płk. W. Żakowskiego ps. „Zagraj” za działalność na rzecz współkolegów Akowców (2019)

- Odznaka honorowa „Działacza opozycji antykomunistycznej lub osoby represjonowanej z powodów politycznych” (2021)

- Złoty Krzyż Zasługi za zasługi w działalności na rzecz samorządu terytorialnego w Polsce (2023)[3]

## Książki
- 50 pytań o życiu i miłości (Wydawnictwo AA, Kraków 2005, ISBN 83-89368-59-5)
- Adoracja (Wydawnictwo AA, Kraków 2005, ISBN 83-89368-70-6)
- Do kogóż pójdziemy? 39 świadectw o adoracji (Wydawnictwo AA, Kraków 2005, ISBN 83-89368-77-3)
- Tajemnica Całunu Turyńskiego (Wydawnictwo AA, Kraków 2006, ISBN 978-83-89368-92-8)
- Teresa jakiej nie znamy (Wydawnictwo AA, Kraków 2006, ISBN 83-89368-54-4)
- Największy cud Ojca Pio (Wydawnictwo AA, Kraków 2006, ISBN 978-83-89368-91-1)
- Życie po śmierci (Wydawnictwo AA, Kraków 2007, ISBN 83-89368-90-0)
- Kobieta i mężczyzna. Boska miłość; z o. Joachimem Badenim OP rozmawia Sylwester Szefer (Wydawnictwo AA, Kraków 2007, ISBN 978-83-61060-05-5)
- Nie bój się seksu czyli kochaj i rób co chcesz; z o. Ksawerym Knotzem rozmawia Sylwester Szefer (Wydawnictwo Esprit, Kraków 2009, ISBN 978-83-60040-99-7)
- Małżeństwo? 77 x tak! Małżeńskie historie o przebaczeniu (Wydawnictwo Esprit, Kraków 2010, ISBN 978-83-61989-32-5)
- Ulubiony bilbord Papieża. Leon Knabit OSB, opracował Sylwester Szefer (Wydawnictwo Esprit, Wydawnictwo Tyniec, Kraków 2012 ISBN 978-83-61989-79-0)
- Zobaczyć Boga. Wprowadzenie do kontemplacji. Joachim Badeni OP, opracował Sylwester Szefer (Wydawnictwo Esprit, Kraków 2013, ISBN 978-83-63621-13-1)
- Oni cię nie zawiodą. Modlitwy w sprawach trudnych i beznadziejnych do trzech świętych orędowników (Wydawnictwo Esprit, Kraków 2014, ISBN 978-83-63621-85-8)
- Skarbiec modlitw do Ducha Świętego. Kto prosi, otrzymuje... (Wydawnictwo Esprit, Kraków 2014, ISBN 978-83-63621-99-5)
- Moc z wysoka. Joachim Badeni OP, opracował Sylwester Szefer (Wydawnictwo Esprit, Kraków 2015, ISBN 978-83-64647-66-6)
- Mistyk w kąpieli. Duch Święty i codzienność. Joachim Badeni OP, opracował Sylwester Szefer (Wydawnictwo Esprit, Kraków 2016, ISBN 978-83-65349-56-9)
- Mój brat morderca. Kazimierz Tyberski OMI, opracował Sylwester Szefer (Wydawnictwo Fides, Kraków 2018, ISBN 978-83-61860-78-5)
- Marzyciele. Oni wyśnili Niepodległą. Sylwester Szefer, Paweł F. Nowakowski, Piotr Legutko (Wydawnictwo WAM, Kraków 2019, ISBN 978-83-277-1728-3)